# Mary Ann Meets the Gravediggers and Other Short Stories
Mary Ann Meets the Gravediggers and Other Short Stories —del inglés, Mary Ann conoce a los sepultureros y otras historias cortas— es el único álbum compilatorio de Regina Spektor y en él se recopilan trabajos de los tres álbumes de estudio anteriores de la cantante: 11:11 de 2001, Songs de 2002 y Soviet Kitsch, 2004. Lanzado a través del sello discográfico Warner Bros. Records se publicó primero el 16 de enero de 2006 con material extra en DVD; una versión con dos CDs de Sire Records vio la luz el 14 de febrero de ese año e incluyó material adicional en DVD con la canción «Us» y un apartado especial titulado The Survival Guide To Soviet Kitsch, en alusión al anterior álbum de estudio de 2004 de la cantante. El arte de la portada estuvo a cargo de Julie Morstad.

## Lírica y melodías
El álbum compila canciones de trabajos anteriores de Spektor. Responde a los géneros de folk y anti folk por el uso de la narrativa, diálogos y monólogos incluidos en la lírica de las canciones, recurso que se destaca principalmente en «Pavlov's Daughter» y «Consequence of Sounds». En todas se involucra un piano en la musicalización y la letra relata una historia diferente en cada una, con distintos escenarios y personajes: «Sailor Song» tiene un estribillo con insultos; «Daniel Cowman» es sombría y habla de la «complejidad de las emociones»; «Mary Ann» fue descrita como «bochornosa», «Lacrimosa» como «vivacidad solemne» y «Poor Little Rich Boy» como una canción completa, que involucra palabras, sonidos y sentimientos como elementos que «fluctúan a una velocidad dramática». «Chemo Limo», cuyo título es un juego de palabras entre chemotherapy (quimioterapia) y limousine (limusina), cuenta la historia de una madre que prefiere comprar este auto antes de costear su tratamiento médico oncólogico. «Consequence of Sound» ha sido catalogada como una «obra maestra que se entrega con frases de hip hop y folk "etéreo"». Cierra el álbum «Us», con un cuarteto de cuerdas que se complementa con el piano y voz de Spektor y brinda «una sensación cálida que casi induce al llanto».

## Críticas
Betty Clarke, para The Guardian tuvo una mirada general positiva del álbum. Con respecto a la selección de canciones, Clarke consideró que era una lista de «grandes hits» para los fanáticos y una «introducción comprensiva» para los recién iniciados en la música de Regina Spektor. También señaló las debilidades de las canciones originales de 11:11 (especialmente «Love Affair» y «Pavlov's Daughter») que, debido a la inexperiencia de la cantante, no llegan a combinar armoniosamente todos sus elementos o sus líricas no pasan de una idea central. Sin embargo según su opinión, las de los álbumes siguientes contrastan notablemente por la madurez, el fortalecimiento de la voz y el esclarecimiento de su visión artística.

## Lista de canciones
Todas las canciones escritas y compuestas por Regina Spektor. 
| Versión estándar |                                           |                                                           |          |  |
| N.º              | Título                                    | Música                                                    | Duración |  |
| 1.               | «Oedipus» (de Songs)                      | Regina Spektor                                            | 4:51     |  |
| 2.               | «Love Affair» (de 11:11)                  | Regina Spektor, Chris Kuffner                             | 2:23     |  |
| 3.               | «Poor Little Rich Boy» (de Soviet Kitsch) | Regina Spektor                                            | 2:27     |  |
| 4.               | «Sailor Song» (de Soviet Kitsch)          | Regina Spektor, Graham Maby, Alan Bezozi, Gordon Raphael, | 3:14     |  |
| 5.               | «Mary Ann» (de 11:11)                     | Regina Spektor, Chris Kuffner                             | 2:56     |  |
| 6.               | «Prisoners» (de Songs)                    | Regina Spektor                                            | 3:02     |  |
| 7.               | «Consequence of Sounds» (de Songs)        | Regina Spektor                                            | 5:10     |  |
| 8.               | «Daniel Cowman» (de Songs)                | Regina Spektor                                            | 4:52     |  |
| 9.               | «Lacrimosa» (de Songs)                    | Regina Spektor                                            | 5:13     |  |
| 10.              | «Pavlov's Daughter» (de 11:11)            | Regina Spektor, Chris Kuffner                             | 7:40     |  |
| 11.              | «Chemo Limo» (de Soviet Kitsch)           | Regina Spektor                                            | 6:03     |  |
| 12.              | «Us» (de Soviet Kitsch)                   | Regina Spektor, The 4x4 Quartet                           | 4:48     |  |
| 52:39            |                                           |                                                           |          |  |

| Bonus DVD |                                          |          |  |
| N.º       | Título                                   | Duración |  |
| 13.       | «Us» (más material extra, bonus del DVD) |          |  |

## Personal
- Regina Spektor — voz, percusión, piano composición, notas, producción
- Chris Kuffner — bajo, percusión
- Graham Maby — bajo
- Alan Bezozi — percusión, producción, batería
- Gordon Raphael — percusión, producción
- The 4/4 Quartet — cuarteto de cuerdas
- Stephen Walker — dirección artística
- Michael Goldstone — dirección artística
- Richie Castellano — ingeniería de sonido
- Joe Mendelson — ingeniería de sonido, masterización
- Bob Ludwig — masterización
- Julie Morstad — ilustración, arte de tapa

Fuente